# Съркъл (Аляска)
Съркъл (на английски: Circle или Circle City) е селище в зоната за преброяване на населението „Юкон-Коюкук“ в Аляска. Според данните от преброяването за 2000 г., в Съркъл живеят 100 души. Градчето заема площ 280,3 км². Намира се в южната периферия на Националния природен резерват Юкон Флетс и в северната периферия на Националния резерват Юкон-Чарли.
Съркъл отстои на 260 км североизточно от Феърбанкс. Намира се в края на главния път Стийс. Разположен е на южния бряг на река Юкон. В края на 19 век миньори дават името на града. Според тях градчето лежи на Северната полярна окръжност, но то всъщност се намира на 80 км северно от нея. Съркъл в превод от английски означава „окръжност“.
Съркъл е основан през 1893 като място за разтоварване на припаси, превозвани по река Юкон от Берингово море. Стоката се разпращала по суша до златотърсаческите станове. Още преди Клондайкската златна треска да се разпали, през 1896 Съркъл е най-големият миньорски град на река Юкон, като около 700 души живеят в него. Имало магазин, няколко танцувални салона, опера, библиотека, училище, болница, епископална църква, вестник, комисар на САЩ, шериф, митнически инспектор, бирник и пощенски началник.
След като в Клондайк през 1897 и в Ноум през 1899 е открито злато, населението на Съркъл значително намалява. Неголяма група миньори останали близо до Съркъл и минната дейност не спира и днес. Днес голяма част от хората в Съркъл са атабаски.